# Résolution 214 du Conseil de sécurité des Nations unies
Membres permanents
- Chine (Taïwan)
- États-Unis
- France
- Royaume-Uni
- URSS

Membres non permanents
- Bolivie
- Côte d'Ivoire
- Jordanie
- Malaisie
- Pays-Bas
- Uruguay

Résolution no 213 Résolution no 215
La Résolution 214  est une résolution du Conseil de sécurité des Nations unies adoptée le 27 septembre 1965, dans sa 1245e séance, après avoir exprimé sa préoccupation que le cessez-le-feu demandé dans les résolutions 209, 210 et 211  et acceptée par l'Inde et le Pakistan n'ait pas été tenu, le Conseil a exigé que les parties respectent leur engagement, le cessez-le-feu et de retirer toutes les forces armées.

## Vote
La résolution a été approuvée sans cote.

## Texte
- Résolution 214 Sur fr.wikisource.org
- Résolution 214 Sur en.wikisource.org